# Hunger in Waldenburg
Hunger in Waldenburg o Um's tägliche Brot è un film muto del 1929 diretto da Phil Jutzi. Ambientato nel distretto minerario della Slesia, descrive le condizioni di estrema povertà dei minatori, mescolando il melodramma al documentario. Il protagonista del film è Holmes Zimmermann, cognato di Jutzi che ne aveva sposato la sorella.

## Produzione
Il film, con il titolo di lavorazione Hunger im Kohlenrevier, fu prodotto dalla Film-Kartell "Weltfilm" GmbH e dalla Volksfilmverband.

## Distribuzione
Distribuito dalla Waldenburger Industrievier unter Tage und draußen, uscì nelle sale cinematografiche tedesche il 15 marzo 1929.

### Critica
"...massacrato dalla censura, (..) rappresenta il primo serio tentativo da un punto di vista estetico-politico di aprire nuove vie in Germania al cinema militante" (Giovanni Spagnoletti)